# Tamnič
Tamnič es un pueblo ubicado en la municipalidad de Negotin, en el distrito de Bor, Serbia.

## Superficie
Posee una superficie de 19,57 kilómetros cuadrados.

## Demografía
Hasta 2011 la población era de 246 habitantes, con una densidad de población de 12,57 habitantes por kilómetro cuadrado.